# Cuatro Días de Dunkerque 2022
La 66.ª edición de los Cuatro Días de Dunkerque (llamado oficialmente: 4 Jours de Dunkerque) fue una carrera de ciclismo en ruta por etapas que se celebró entre el 3 y el 8 de mayo de 2022 en Francia, por la región de Alta Francia con inicio y final en la ciudad de Dunkerque sobre un recorrido de 1054,1 kilómetros.
La carrera formó parte del del UCI ProSeries 2022, calendario ciclístico mundial de segunda división, dentro de la categoría UCI 2.Pro. El vencedor final fue el belga Philippe Gilbert del Lotto Soudal seguido del también belga Oliver Naesen del AG2R Citroën en segunda posición, y el británico Jake Stewart del Groupama-FDJ.

## Equipos participantes
Tomaron parte en la carrera 18 equipos: 6 de categoría UCI WorldTeam invitados por la organización, 8 de categoría UCI ProTeam y 4 de categoría Continental. Formaron así un pelotón de 123 ciclistas de los que acabaron 103. Los equipos participantes fueron:
| WorldTeams (6)- Lotto-Soudal - AG2R Citroën Team - Cofidis - Groupama-FDJ - Intermarché-Wanty-Gobert Matériaux - Team DSM ProTeams (8)- Alpecin-Fenix - B&B Hotels-KTM - Bingoal Pauwels Sauces WB - Burgos-BH - Human Powered Health - Sport Vlaanderen-Baloise - Arkéa-Samsic - TotalEnergies Equipos continentales (4)- Go Sport-Roubaix Lille Métropole - Nice Métropole Côte d'Azur - Saint Michel-Auber 93 - UC Nantes Atlantique |
| |

## Recorrido
Los Cuatro Días de Dunkerque dispuso de cinco etapas para un recorrido total de 1055,7 kilómetros, dividido en tres etapas llanas, y tres etapas de media montaña.
| Etapa     | Fecha    | Recorrido                    | type            | Distancia (km) | Desnivel (m) | Ganador           | Líder               |
| --------- | -------- | ---------------------------- | --------------- | -------------- | ------------ | ----------------- | ------------------- |
| 1.ª etapa | 3 de may | Dunkerque – Aniche           | etapa llana     | 161,1          | 713 m        | Arvid de Kleijn   | Arvid de Kleijn     |
| 2.ª etapa | 4 de may | Béthune – Maubeuge           | etapa llana     | 181,5          | 1089 m       | Jason Tesson      | Jason Tesson        |
| 3.ª etapa | 5 de may | Péronne – Mont-Saint-Éloi    | etapa escarpada | 170            | 1573 m       | Philippe Gilbert  | Arvid de Kleijn     |
| 4.ª etapa | 6 de may | Mazingarbe – Aire-sur-la-Lys | etapa escarpada | 174,8          | 1129 m       | Lionel Taminiaux  | Evaldas Šiškevicius |
| 5.ª etapa | 7 de may | Roubaix – Cassel             | etapa escarpada | 183,7          | 2336 m       | Gianni Vermeersch | Philippe Gilbert    |
| 6.ª etapa | 8 de may | Ardres – Dunkerque           | etapa llana     | 182,9          | 668 m        | Gerben Thijssen   | Philippe Gilbert    |

## Desarrollo de la carrera

### 1.ª etapa
| Dunkerque - Aniche | etapa llana | (161,1 km) |

| \| Clasificación de la etapa \| Clasificación de la etapa \| Clasificación de la etapa \| Clasificación de la etapa \| Clasificación de la etapa \| \| Ciclista \| Ciclista \| Equipo \| Tiempo \| \| \| ------------------------- \| ------------------------- \| ------------------------- \| ------------------------- \| ------------------------- \| \| 1.º \| Arvid de Kleijn \| Human Powered Health \| 3 h 31 min 14 s \| \| \| 2.º \| Jason Tesson \| Saint Michel-Auber 93 \| + 0 s \| \| \| 3.º \| Nils Eekhoff \| Team DSM \| + 0 s \| \| \| 4.º \| Pierre Barbier \| B&B Hotels-KTM \| + 0 s \| \| \| 5.º \| Alexis Renard \| Cofidis \| + 0 s \| \| \| 6.º \| Arnaud De Lie \| Lotto-Soudal \| + 0 s \| \| \| 7.º \| Bram Welten \| Groupama-FDJ \| + 0 s \| \| \| 8.º \| Daniel McLay \| Arkéa-Samsic \| + 0 s \| \| \| 9.º \| Arne Marit \| Sport Vlaanderen-Baloise \| + 0 s \| \| \| 10.º \| Stanisław Aniołkowski \| Bingoal Pauwels Sauces WB \| + 0 s \| \| |                       |                           |                 |
| |                       |                           |                 |
| Fuente: ProCyclingStats |                       |                           |                 |
| Clasificación de la etapa |                       |                           |                 |
| Ciclista | Ciclista              | Equipo                    | Tiempo          |
| 1.º | Arvid de Kleijn       | Human Powered Health      | 3 h 31 min 14 s |
| 2.º | Jason Tesson          | Saint Michel-Auber 93     | + 0 s           |
| 3.º | Nils Eekhoff          | Team DSM                  | + 0 s           |
| 4.º | Pierre Barbier        | B&B Hotels-KTM            | + 0 s           |
| 5.º | Alexis Renard         | Cofidis                   | + 0 s           |
| 6.º | Arnaud De Lie         | Lotto-Soudal              | + 0 s           |
| 7.º | Bram Welten           | Groupama-FDJ              | + 0 s           |
| 8.º | Daniel McLay          | Arkéa-Samsic              | + 0 s           |
| 9.º | Arne Marit            | Sport Vlaanderen-Baloise  | + 0 s           |
| 10.º | Stanisław Aniołkowski | Bingoal Pauwels Sauces WB | + 0 s           |

| \| Clasificación general \| Clasificación general \| Clasificación general \| Clasificación general \| Clasificación general \| \| Ciclista \| Ciclista \| Equipo \| Tiempo \| \| \| --------------------- \| --------------------- \| -------------------------------- \| --------------------- \| --------------------- \| \| 1.º \| Arvid de Kleijn \| Human Powered Health \| 3 h 31 min 04 s \| \| \| 2.º \| Jason Tesson \| Saint Michel-Auber 93 \| + 4 s \| \| \| 3.º \| Nils Eekhoff \| Team DSM \| + 6 s \| \| \| 4.º \| Cyril Barthe \| B&B Hotels-KTM \| + 6 s \| \| \| 5.º \| Milan Fretin \| Sport Vlaanderen-Baloise \| + 6 s \| \| \| 6.º \| Evaldas Šiškevicius \| Go Sport-Roubaix Lille Métropole \| + 6 s \| \| \| 7.º \| Clément Russo \| Arkéa-Samsic \| + 7 s \| \| \| 8.º \| Stanisław Aniołkowski \| Bingoal Pauwels Sauces WB \| + 8 s \| \| \| 9.º \| Axel Zingle \| Cofidis \| + 9 s \| \| \| 10.º \| Pierre Barbier \| B&B Hotels-KTM \| + 10 s \| \| |                       |                                  |                 |
| |                       |                                  |                 |
| Fuente: ProCyclingStats |                       |                                  |                 |
| Clasificación general |                       |                                  |                 |
| Ciclista | Ciclista              | Equipo                           | Tiempo          |
| 1.º | Arvid de Kleijn       | Human Powered Health             | 3 h 31 min 04 s |
| 2.º | Jason Tesson          | Saint Michel-Auber 93            | + 4 s           |
| 3.º | Nils Eekhoff          | Team DSM                         | + 6 s           |
| 4.º | Cyril Barthe          | B&B Hotels-KTM                   | + 6 s           |
| 5.º | Milan Fretin          | Sport Vlaanderen-Baloise         | + 6 s           |
| 6.º | Evaldas Šiškevicius   | Go Sport-Roubaix Lille Métropole | + 6 s           |
| 7.º | Clément Russo         | Arkéa-Samsic                     | + 7 s           |
| 8.º | Stanisław Aniołkowski | Bingoal Pauwels Sauces WB        | + 8 s           |
| 9.º | Axel Zingle           | Cofidis                          | + 9 s           |
| 10.º | Pierre Barbier        | B&B Hotels-KTM                   | + 10 s          |

### 2.ª etapa
| Béthune - Maubeuge | etapa llana | (181,5 km) |

| \| Clasificación de la etapa \| Clasificación de la etapa \| Clasificación de la etapa \| Clasificación de la etapa \| Clasificación de la etapa \| \| Ciclista \| Ciclista \| Equipo \| Tiempo \| \| \| ------------------------- \| ------------------------- \| ---------------------------------- \| ------------------------- \| ------------------------- \| \| 1.º \| Jason Tesson \| Saint Michel-Auber 93 \| 4 h 04 min 25 s \| \| \| 2.º \| Gerben Thijssen \| Intermarché-Wanty-Gobert Matériaux \| + 0 s \| \| \| 3.º \| Thomas Boudat \| Go Sport-Roubaix Lille Métropole \| + 0 s \| \| \| 4.º \| Arvid de Kleijn \| Human Powered Health \| + 0 s \| \| \| 5.º \| Hugo Hofstetter \| Arkéa-Samsic \| + 0 s \| \| \| 6.º \| Clément Russo \| Arkéa-Samsic \| + 0 s \| \| \| 7.º \| Marc Sarreau \| AG2R Citroën Team \| + 0 s \| \| \| 8.º \| Lorrenzo Manzin \| TotalEnergies \| + 0 s \| \| \| 9.º \| Bram Welten \| Groupama-FDJ \| + 0 s \| \| \| 10.º \| Óscar Pelegrí \| Burgos-BH \| + 0 s \| \| |                 |                                    |                 |
| |                 |                                    |                 |
| Fuente: ProCyclingStats |                 |                                    |                 |
| Clasificación de la etapa |                 |                                    |                 |
| Ciclista | Ciclista        | Equipo                             | Tiempo          |
| 1.º | Jason Tesson    | Saint Michel-Auber 93              | 4 h 04 min 25 s |
| 2.º | Gerben Thijssen | Intermarché-Wanty-Gobert Matériaux | + 0 s           |
| 3.º | Thomas Boudat   | Go Sport-Roubaix Lille Métropole   | + 0 s           |
| 4.º | Arvid de Kleijn | Human Powered Health               | + 0 s           |
| 5.º | Hugo Hofstetter | Arkéa-Samsic                       | + 0 s           |
| 6.º | Clément Russo   | Arkéa-Samsic                       | + 0 s           |
| 7.º | Marc Sarreau    | AG2R Citroën Team                  | + 0 s           |
| 8.º | Lorrenzo Manzin | TotalEnergies                      | + 0 s           |
| 9.º | Bram Welten     | Groupama-FDJ                       | + 0 s           |
| 10.º | Óscar Pelegrí   | Burgos-BH                          | + 0 s           |

| \| Clasificación general \| Clasificación general \| Clasificación general \| Clasificación general \| Clasificación general \| \| Ciclista \| Ciclista \| Equipo \| Tiempo \| \| \| --------------------- \| --------------------- \| ---------------------------------- \| --------------------- \| --------------------- \| \| 1.º \| Jason Tesson \| Saint Michel-Auber 93 \| 7 h 35 min 20 s \| \| \| 2.º \| Arvid de Kleijn \| Human Powered Health \| + 9 s \| \| \| 3.º \| Gerben Thijssen \| Intermarché-Wanty-Gobert Matériaux \| + 13 s \| \| \| 4.º \| Evaldas Šiškevicius \| Go Sport-Roubaix Lille Métropole \| + 13 s \| \| \| 5.º \| Nils Eekhoff \| Team DSM \| + 15 s \| \| \| 6.º \| Cyril Barthe \| B&B Hotels-KTM \| + 15 s \| \| \| 7.º \| Thomas Boudat \| Go Sport-Roubaix Lille Métropole \| + 15 s \| \| \| 8.º \| Clément Russo \| Arkéa-Samsic \| + 16 s \| \| \| 9.º \| Samuel Watson \| Équipe continentale Groupama-FDJ \| + 16 s \| \| \| 10.º \| Ángel Fuentes \| Burgos-BH \| + 16 s \| \| |                     |                                    |                 |
| |                     |                                    |                 |
| Fuente: ProCyclingStats |                     |                                    |                 |
| Clasificación general |                     |                                    |                 |
| Ciclista | Ciclista            | Equipo                             | Tiempo          |
| 1.º | Jason Tesson        | Saint Michel-Auber 93              | 7 h 35 min 20 s |
| 2.º | Arvid de Kleijn     | Human Powered Health               | + 9 s           |
| 3.º | Gerben Thijssen     | Intermarché-Wanty-Gobert Matériaux | + 13 s          |
| 4.º | Evaldas Šiškevicius | Go Sport-Roubaix Lille Métropole   | + 13 s          |
| 5.º | Nils Eekhoff        | Team DSM                           | + 15 s          |
| 6.º | Cyril Barthe        | B&B Hotels-KTM                     | + 15 s          |
| 7.º | Thomas Boudat       | Go Sport-Roubaix Lille Métropole   | + 15 s          |
| 8.º | Clément Russo       | Arkéa-Samsic                       | + 16 s          |
| 9.º | Samuel Watson       | Équipe continentale Groupama-FDJ   | + 16 s          |
| 10.º | Ángel Fuentes       | Burgos-BH                          | + 16 s          |

### 3.ª etapa
| Péronne - Mont-Saint-Éloi | etapa escarpada | (170 km) |

| \| Clasificación de la etapa \| Clasificación de la etapa \| Clasificación de la etapa \| Clasificación de la etapa \| Clasificación de la etapa \| \| Ciclista \| Ciclista \| Equipo \| Tiempo \| \| \| ------------------------- \| ------------------------- \| ---------------------------------- \| ------------------------- \| ------------------------- \| \| 1.º \| Philippe Gilbert \| Lotto-Soudal \| 4 h 22 min 14 s \| \| \| 2.º \| Jason Tesson \| Saint Michel-Auber 93 \| + 0 s \| \| \| 3.º \| Julien Simon \| TotalEnergies \| + 0 s \| \| \| 4.º \| Pierre Barbier \| B&B Hotels-KTM \| + 0 s \| \| \| 5.º \| Hugo Hofstetter \| Arkéa-Samsic \| + 0 s \| \| \| 6.º \| Clément Russo \| Arkéa-Samsic \| + 0 s \| \| \| 7.º \| Baptiste Planckaert \| Intermarché-Wanty-Gobert Matériaux \| + 0 s \| \| \| 8.º \| Lionel Taminiaux \| Alpecin-Fenix \| + 0 s \| \| \| 9.º \| Marc Sarreau \| AG2R Citroën Team \| + 0 s \| \| \| 10.º \| Benjamin Thomas \| Cofidis \| + 0 s \| \| |                     |                                    |                 |
| |                     |                                    |                 |
| Fuente: ProCyclingStats |                     |                                    |                 |
| Clasificación de la etapa |                     |                                    |                 |
| Ciclista | Ciclista            | Equipo                             | Tiempo          |
| 1.º | Philippe Gilbert    | Lotto-Soudal                       | 4 h 22 min 14 s |
| 2.º | Jason Tesson        | Saint Michel-Auber 93              | + 0 s           |
| 3.º | Julien Simon        | TotalEnergies                      | + 0 s           |
| 4.º | Pierre Barbier      | B&B Hotels-KTM                     | + 0 s           |
| 5.º | Hugo Hofstetter     | Arkéa-Samsic                       | + 0 s           |
| 6.º | Clément Russo       | Arkéa-Samsic                       | + 0 s           |
| 7.º | Baptiste Planckaert | Intermarché-Wanty-Gobert Matériaux | + 0 s           |
| 8.º | Lionel Taminiaux    | Alpecin-Fenix                      | + 0 s           |
| 9.º | Marc Sarreau        | AG2R Citroën Team                  | + 0 s           |
| 10.º | Benjamin Thomas     | Cofidis                            | + 0 s           |

| \| Clasificación general \| Clasificación general \| Clasificación general \| Clasificación general \| Clasificación general \| \| Ciclista \| Ciclista \| Equipo \| Tiempo \| \| \| --------------------- \| --------------------- \| ---------------------------------- \| --------------------- \| --------------------- \| \| 1.º \| Arvid de Kleijn \| Human Powered Health \| 11 h 57 min 43 s \| \| \| 2.º \| Philippe Gilbert \| Lotto-Soudal \| + 0 s \| \| \| 3.º \| Samuel Leroux \| Go Sport-Roubaix Lille Métropole \| + 1 s \| \| \| 4.º \| Gerben Thijssen \| Intermarché-Wanty-Gobert Matériaux \| + 4 s \| \| \| 5.º \| Evaldas Šiškevicius \| Go Sport-Roubaix Lille Métropole \| + 4 s \| \| \| 6.º \| Thomas Boudat \| Go Sport-Roubaix Lille Métropole \| + 6 s \| \| \| 7.º \| Nils Eekhoff \| Team DSM \| + 6 s \| \| \| 8.º \| Cyril Barthe \| B&B Hotels-KTM \| + 6 s \| \| \| 9.º \| Julien Simon \| TotalEnergies \| + 6 s \| \| \| 10.º \| Clément Russo \| Arkéa-Samsic \| + 7 s \| \| |                     |                                    |                  |
| |                     |                                    |                  |
| Fuente: ProCyclingStats |                     |                                    |                  |
| Clasificación general |                     |                                    |                  |
| Ciclista | Ciclista            | Equipo                             | Tiempo           |
| 1.º | Arvid de Kleijn     | Human Powered Health               | 11 h 57 min 43 s |
| 2.º | Philippe Gilbert    | Lotto-Soudal                       | + 0 s            |
| 3.º | Samuel Leroux       | Go Sport-Roubaix Lille Métropole   | + 1 s            |
| 4.º | Gerben Thijssen     | Intermarché-Wanty-Gobert Matériaux | + 4 s            |
| 5.º | Evaldas Šiškevicius | Go Sport-Roubaix Lille Métropole   | + 4 s            |
| 6.º | Thomas Boudat       | Go Sport-Roubaix Lille Métropole   | + 6 s            |
| 7.º | Nils Eekhoff        | Team DSM                           | + 6 s            |
| 8.º | Cyril Barthe        | B&B Hotels-KTM                     | + 6 s            |
| 9.º | Julien Simon        | TotalEnergies                      | + 6 s            |
| 10.º | Clément Russo       | Arkéa-Samsic                       | + 7 s            |

### 4.ª etapa
| Mazingarbe - Aire-sur-la-Lys | etapa escarpada | (174,8 km) |

| \| Clasificación de la etapa \| Clasificación de la etapa \| Clasificación de la etapa \| Clasificación de la etapa \| Clasificación de la etapa \| \| Ciclista \| Ciclista \| Equipo \| Tiempo \| \| \| ------------------------- \| --------------------------- \| ---------------------------------- \| ------------------------- \| ------------------------- \| \| 1.º \| Lionel Taminiaux \| Alpecin-Fenix \| 4 h 01 min 54 s \| \| \| 2.º \| Stanisław Aniołkowski \| Bingoal Pauwels Sauces WB \| + 0 s \| \| \| 3.º \| Gerben Thijssen \| Intermarché-Wanty-Gobert Matériaux \| + 0 s \| \| \| 4.º \| Lorrenzo Manzin \| TotalEnergies \| + 0 s \| \| \| 5.º \| Arvid de Kleijn \| Human Powered Health \| + 0 s \| \| \| 6.º \| Bram Welten \| Groupama-FDJ \| + 0 s \| \| \| 7.º \| Reinardt Janse van Rensburg \| Lotto-Soudal \| + 0 s \| \| \| 8.º \| Jules Hesters \| Sport Vlaanderen-Baloise \| + 0 s \| \| \| 9.º \| Nils Eekhoff \| Team DSM \| + 0 s \| \| \| 10.º \| Mihkel Räim \| Burgos-BH \| + 0 s \| \| |                             |                                    |                 |
| |                             |                                    |                 |
| Fuente: ProCyclingStats |                             |                                    |                 |
| Clasificación de la etapa |                             |                                    |                 |
| Ciclista | Ciclista                    | Equipo                             | Tiempo          |
| 1.º | Lionel Taminiaux            | Alpecin-Fenix                      | 4 h 01 min 54 s |
| 2.º | Stanisław Aniołkowski       | Bingoal Pauwels Sauces WB          | + 0 s           |
| 3.º | Gerben Thijssen             | Intermarché-Wanty-Gobert Matériaux | + 0 s           |
| 4.º | Lorrenzo Manzin             | TotalEnergies                      | + 0 s           |
| 5.º | Arvid de Kleijn             | Human Powered Health               | + 0 s           |
| 6.º | Bram Welten                 | Groupama-FDJ                       | + 0 s           |
| 7.º | Reinardt Janse van Rensburg | Lotto-Soudal                       | + 0 s           |
| 8.º | Jules Hesters               | Sport Vlaanderen-Baloise           | + 0 s           |
| 9.º | Nils Eekhoff                | Team DSM                           | + 0 s           |
| 10.º | Mihkel Räim                 | Burgos-BH                          | + 0 s           |

| \| Clasificación general \| Clasificación general \| Clasificación general \| Clasificación general \| Clasificación general \| \| Ciclista \| Ciclista \| Equipo \| Tiempo \| \| \| --------------------- \| --------------------- \| ---------------------------------- \| --------------------- \| --------------------- \| \| 1.º \| Evaldas Šiškevicius \| Go Sport-Roubaix Lille Métropole \| 15 h 59 min 36 s \| \| \| 2.º \| Gerben Thijssen \| Intermarché-Wanty-Gobert Matériaux \| + 1 s \| \| \| 3.º \| Arvid de Kleijn \| Human Powered Health \| + 1 s \| \| \| 4.º \| Lionel Taminiaux \| Alpecin-Fenix \| + 1 s \| \| \| 5.º \| Philippe Gilbert \| Lotto-Soudal \| + 1 s \| \| \| 6.º \| Samuel Leroux \| Go Sport-Roubaix Lille Métropole \| + 2 s \| \| \| 7.º \| Stanisław Aniołkowski \| Bingoal Pauwels Sauces WB \| + 3 s \| \| \| 8.º \| Alexandre Delettre \| Cofidis \| + 6 s \| \| \| 9.º \| Nils Eekhoff \| Team DSM \| + 7 s \| \| \| 10.º \| Thomas Boudat \| Go Sport-Roubaix Lille Métropole \| + 7 s \| \| |                       |                                    |                  |
| |                       |                                    |                  |
| Fuente: ProCyclingStats |                       |                                    |                  |
| Clasificación general |                       |                                    |                  |
| Ciclista | Ciclista              | Equipo                             | Tiempo           |
| 1.º | Evaldas Šiškevicius   | Go Sport-Roubaix Lille Métropole   | 15 h 59 min 36 s |
| 2.º | Gerben Thijssen       | Intermarché-Wanty-Gobert Matériaux | + 1 s            |
| 3.º | Arvid de Kleijn       | Human Powered Health               | + 1 s            |
| 4.º | Lionel Taminiaux      | Alpecin-Fenix                      | + 1 s            |
| 5.º | Philippe Gilbert      | Lotto-Soudal                       | + 1 s            |
| 6.º | Samuel Leroux         | Go Sport-Roubaix Lille Métropole   | + 2 s            |
| 7.º | Stanisław Aniołkowski | Bingoal Pauwels Sauces WB          | + 3 s            |
| 8.º | Alexandre Delettre    | Cofidis                            | + 6 s            |
| 9.º | Nils Eekhoff          | Team DSM                           | + 7 s            |
| 10.º | Thomas Boudat         | Go Sport-Roubaix Lille Métropole   | + 7 s            |

### 5.ª etapa
| Roubaix - Cassel | etapa escarpada | (183,7 km) |

| \| Clasificación de la etapa \| Clasificación de la etapa \| Clasificación de la etapa \| Clasificación de la etapa \| Clasificación de la etapa \| \| Ciclista \| Ciclista \| Equipo \| Tiempo \| \| \| ------------------------- \| ------------------------- \| ---------------------------------- \| ------------------------- \| ------------------------- \| \| 1.º \| Gianni Vermeersch \| Alpecin-Fenix \| 4 h 39 min 56 s \| \| \| 2.º \| Oliver Naesen \| AG2R Citroën Team \| + 0 s \| \| \| 3.º \| Jake Stewart \| Groupama-FDJ \| + 0 s \| \| \| 4.º \| Philippe Gilbert \| Lotto-Soudal \| + 0 s \| \| \| 5.º \| Benjamin Thomas \| Cofidis \| + 0 s \| \| \| 6.º \| Baptiste Planckaert \| Intermarché-Wanty-Gobert Matériaux \| + 0 s \| \| \| 7.º \| Damien Touzé \| AG2R Citroën Team \| + 8 s \| \| \| 8.º \| Julien Simon \| TotalEnergies \| + 8 s \| \| \| 9.º \| Andreas Kron \| Lotto-Soudal \| + 8 s \| \| \| 10.º \| Lorrenzo Manzin \| TotalEnergies \| + 8 s \| \| |                     |                                    |                 |
| |                     |                                    |                 |
| Fuente: ProCyclingStats |                     |                                    |                 |
| Clasificación de la etapa |                     |                                    |                 |
| Ciclista | Ciclista            | Equipo                             | Tiempo          |
| 1.º | Gianni Vermeersch   | Alpecin-Fenix                      | 4 h 39 min 56 s |
| 2.º | Oliver Naesen       | AG2R Citroën Team                  | + 0 s           |
| 3.º | Jake Stewart        | Groupama-FDJ                       | + 0 s           |
| 4.º | Philippe Gilbert    | Lotto-Soudal                       | + 0 s           |
| 5.º | Benjamin Thomas     | Cofidis                            | + 0 s           |
| 6.º | Baptiste Planckaert | Intermarché-Wanty-Gobert Matériaux | + 0 s           |
| 7.º | Damien Touzé        | AG2R Citroën Team                  | + 8 s           |
| 8.º | Julien Simon        | TotalEnergies                      | + 8 s           |
| 9.º | Andreas Kron        | Lotto-Soudal                       | + 8 s           |
| 10.º | Lorrenzo Manzin     | TotalEnergies                      | + 8 s           |

| \| Clasificación general \| Clasificación general \| Clasificación general \| Clasificación general \| Clasificación general \| \| Ciclista \| Ciclista \| Equipo \| Tiempo \| \| \| --------------------- \| --------------------- \| ---------------------------------- \| --------------------- \| --------------------- \| \| 1.º \| Philippe Gilbert \| Lotto-Soudal \| 20 h 39 min 33 s \| \| \| 2.º \| Oliver Naesen \| AG2R Citroën Team \| + 4 s \| \| \| 3.º \| Jake Stewart \| Groupama-FDJ \| + 5 s \| \| \| 4.º \| Benjamin Thomas \| Cofidis \| + 10 s \| \| \| 5.º \| Baptiste Planckaert \| Intermarché-Wanty-Gobert Matériaux \| + 10 s \| \| \| 6.º \| Julien Simon \| TotalEnergies \| + 14 s \| \| \| 7.º \| Romain Cardis \| Saint Michel-Auber 93 \| + 16 s \| \| \| 8.º \| Lorrenzo Manzin \| TotalEnergies \| + 17 s \| \| \| 9.º \| Hugo Hofstetter \| Arkéa-Samsic \| + 18 s \| \| \| 10.º \| Damien Touzé \| AG2R Citroën Team \| + 18 s \| \| |                     |                                    |                  |
| |                     |                                    |                  |
| Fuente: ProCyclingStats |                     |                                    |                  |
| Clasificación general |                     |                                    |                  |
| Ciclista | Ciclista            | Equipo                             | Tiempo           |
| 1.º | Philippe Gilbert    | Lotto-Soudal                       | 20 h 39 min 33 s |
| 2.º | Oliver Naesen       | AG2R Citroën Team                  | + 4 s            |
| 3.º | Jake Stewart        | Groupama-FDJ                       | + 5 s            |
| 4.º | Benjamin Thomas     | Cofidis                            | + 10 s           |
| 5.º | Baptiste Planckaert | Intermarché-Wanty-Gobert Matériaux | + 10 s           |
| 6.º | Julien Simon        | TotalEnergies                      | + 14 s           |
| 7.º | Romain Cardis       | Saint Michel-Auber 93              | + 16 s           |
| 8.º | Lorrenzo Manzin     | TotalEnergies                      | + 17 s           |
| 9.º | Hugo Hofstetter     | Arkéa-Samsic                       | + 18 s           |
| 10.º | Damien Touzé        | AG2R Citroën Team                  | + 18 s           |

### 6.ª etapa
| Ardres - Dunkerque | etapa llana | (182,9 km) |

| \| Clasificación de la etapa \| Clasificación de la etapa \| Clasificación de la etapa \| Clasificación de la etapa \| Clasificación de la etapa \| \| Ciclista \| Ciclista \| Equipo \| Tiempo \| \| \| ------------------------- \| ------------------------- \| ---------------------------------- \| ------------------------- \| ------------------------- \| \| 1.º \| Gerben Thijssen \| Intermarché-Wanty-Gobert Matériaux \| 4 h 20 min 53 s \| \| \| 2.º \| Hugo Hofstetter \| Arkéa-Samsic \| + 0 s \| \| \| 3.º \| Lorrenzo Manzin \| TotalEnergies \| + 0 s \| \| \| 4.º \| Lionel Taminiaux \| Alpecin-Fenix \| + 0 s \| \| \| 5.º \| Pierre Barbier \| B&B Hotels-KTM \| + 0 s \| \| \| 6.º \| Stanisław Aniołkowski \| Bingoal Pauwels Sauces WB \| + 0 s \| \| \| 7.º \| Jason Tesson \| Saint Michel-Auber 93 \| + 0 s \| \| \| 8.º \| Benjamin Thomas \| Cofidis \| + 0 s \| \| \| 9.º \| Niklas Märkl \| Team DSM \| + 0 s \| \| \| 10.º \| Jake Stewart \| Groupama-FDJ \| + 0 s \| \| |                       |                                    |                 |
| |                       |                                    |                 |
| Fuente: ProCyclingStats |                       |                                    |                 |
| Clasificación de la etapa |                       |                                    |                 |
| Ciclista | Ciclista              | Equipo                             | Tiempo          |
| 1.º | Gerben Thijssen       | Intermarché-Wanty-Gobert Matériaux | 4 h 20 min 53 s |
| 2.º | Hugo Hofstetter       | Arkéa-Samsic                       | + 0 s           |
| 3.º | Lorrenzo Manzin       | TotalEnergies                      | + 0 s           |
| 4.º | Lionel Taminiaux      | Alpecin-Fenix                      | + 0 s           |
| 5.º | Pierre Barbier        | B&B Hotels-KTM                     | + 0 s           |
| 6.º | Stanisław Aniołkowski | Bingoal Pauwels Sauces WB          | + 0 s           |
| 7.º | Jason Tesson          | Saint Michel-Auber 93              | + 0 s           |
| 8.º | Benjamin Thomas       | Cofidis                            | + 0 s           |
| 9.º | Niklas Märkl          | Team DSM                           | + 0 s           |
| 10.º | Jake Stewart          | Groupama-FDJ                       | + 0 s           |

## Clasificaciones finales
- Las clasificaciones finalizaron de la siguiente forma:[5]

### Clasificación general
| \| Clasificación general \| Clasificación general \| Clasificación general \| Clasificación general \| Clasificación general \| \| Ciclista \| Ciclista \| Equipo \| Tiempo \| \| \| --------------------- \| --------------------- \| ---------------------------------- \| --------------------- \| --------------------- \| \| 1.º \| Philippe Gilbert \| Lotto-Soudal \| 25 h 00 min 26 s \| \| \| 2.º \| Oliver Naesen \| AG2R Citroën Team \| + 4 s \| \| \| 3.º \| Jake Stewart \| Groupama-FDJ \| + 5 s \| \| \| 4.º \| Benjamin Thomas \| Cofidis \| + 10 s \| \| \| 5.º \| Baptiste Planckaert \| Intermarché-Wanty-Gobert Matériaux \| + 10 s \| \| \| 6.º \| Hugo Hofstetter \| Arkéa-Samsic \| + 12 s \| \| \| 7.º \| Lorrenzo Manzin \| TotalEnergies \| + 13 s \| \| \| 8.º \| Julien Simon \| TotalEnergies \| + 14 s \| \| \| 9.º \| Romain Cardis \| Saint Michel-Auber 93 \| + 16 s \| \| \| 10.º \| Damien Touzé \| AG2R Citroën Team \| + 18 s \| \| |                     |                                    |                  |
| |                     |                                    |                  |
| Fuente: ProCyclingStats |                     |                                    |                  |
| Clasificación general |                     |                                    |                  |
| Ciclista | Ciclista            | Equipo                             | Tiempo           |
| 1.º | Philippe Gilbert    | Lotto-Soudal                       | 25 h 00 min 26 s |
| 2.º | Oliver Naesen       | AG2R Citroën Team                  | + 4 s            |
| 3.º | Jake Stewart        | Groupama-FDJ                       | + 5 s            |
| 4.º | Benjamin Thomas     | Cofidis                            | + 10 s           |
| 5.º | Baptiste Planckaert | Intermarché-Wanty-Gobert Matériaux | + 10 s           |
| 6.º | Hugo Hofstetter     | Arkéa-Samsic                       | + 12 s           |
| 7.º | Lorrenzo Manzin     | TotalEnergies                      | + 13 s           |
| 8.º | Julien Simon        | TotalEnergies                      | + 14 s           |
| 9.º | Romain Cardis       | Saint Michel-Auber 93              | + 16 s           |
| 10.º | Damien Touzé        | AG2R Citroën Team                  | + 18 s           |

### Clasificación de la montaña
| Clasificación de la montaña | Clasificación de la montaña | Clasificación de la montaña      | Clasificación de la montaña | Clasificación de la montaña |
| Ciclista                    | Ciclista                    | Equipo                           | Puntos                      |                             |
| --------------------------- | --------------------------- | -------------------------------- | --------------------------- | --------------------------- |
| 1.º                         | Alex Colman                 | Sport Vlaanderen-Baloise         | 40 pts                      |                             |
| 2.º                         | Michael Gogl                | Alpecin-Fenix                    | 17 pts                      |                             |
| 3.º                         | Louis Blouwe                | Bingoal Pauwels Sauces WB        | 11 pts                      |                             |
| 4.º                         | Samuel Leroux               | Go Sport-Roubaix Lille Métropole | 10 pts                      |                             |
| 5.º                         | Matthieu Ladagnous          | Groupama-FDJ                     | 9 pts                       |                             |
| 6.º                         | Milan Fretin                | Sport Vlaanderen-Baloise         | 8 pts                       |                             |
| 7.º                         | Evaldas Šiškevicius         | Go Sport-Roubaix Lille Métropole | 6 pts                       |                             |
| 8.º                         | Cyril Barthe                | B&B Hotels-KTM                   | 5 pts                       |                             |
| 9.º                         | Robert Stannard             | Alpecin-Fenix                    | 4 pts                       |                             |
| 10.º                        | Gilles De Wilde             | Sport Vlaanderen-Baloise         | 4 pts                       |                             |

### Clasificación por puntos
| Clasificación por puntos | Clasificación por puntos | Clasificación por puntos           | Clasificación por puntos | Clasificación por puntos |
| Ciclista                 | Ciclista                 | Equipo                             | Puntos                   |                          |
| ------------------------ | ------------------------ | ---------------------------------- | ------------------------ | ------------------------ |
| 1.º                      | Jason Tesson             | Saint Michel-Auber 93              | 43 pts                   |                          |
| 2.º                      | Gerben Thijssen          | Intermarché-Wanty-Gobert Matériaux | 36 pts                   |                          |
| 3.º                      | Arvid de Kleijn          | Human Powered Health               | 28 pts                   |                          |
| 4.º                      | Lionel Taminiaux         | Alpecin-Fenix                      | 25 pts                   |                          |
| 5.º                      | Hugo Hofstetter          | Arkéa-Samsic                       | 24 pts                   |                          |
| 6.º                      | Philippe Gilbert         | Lotto-Soudal                       | 22 pts                   |                          |
| 7.º                      | Lorrenzo Manzin          | TotalEnergies                      | 21 pts                   |                          |
| 8.º                      | Pierre Barbier           | B&B Hotels-KTM                     | 20 pts                   |                          |
| 9.º                      | Stanisław Aniołkowski    | Bingoal Pauwels Sauces WB          | 20 pts                   |                          |
| 10.º                     | Clément Russo            | Arkéa-Samsic                       | 13 pts                   |                          |

### Clasificación de los jóvenes
| Clasificación del mejor joven | Clasificación del mejor joven | Clasificación del mejor joven      | Clasificación del mejor joven | Clasificación del mejor joven |
| Ciclista                      | Ciclista                      | Equipo                             | Tiempo                        |                               |
| ----------------------------- | ----------------------------- | ---------------------------------- | ----------------------------- | ----------------------------- |
| 1.º                           | Jake Stewart                  | Groupama-FDJ                       | 25 h 00 min 31 s              |                               |
| 2.º                           | Andreas Kron                  | Lotto-Soudal                       | + 13 s                        |                               |
| 3.º                           | Hugo Page                     | Intermarché-Wanty-Gobert Matériaux | + 17 s                        |                               |
| 4.º                           | Joris Delbove                 | Saint Michel-Auber 93              | + 54 s                        |                               |
| 5.º                           | Ward Vanhoof                  | Sport Vlaanderen-Baloise           | + 1 min 12 s                  |                               |
| 6.º                           | Samuel Watson                 | Équipe continentale Groupama-FDJ   | + 1 min 12 s                  |                               |
| 7.º                           | Hugo Toumire                  | Cofidis                            | + 1 min 32 s                  |                               |
| 8.º                           | Paul Lapeira                  | AG2R Citroën Team                  | + 1 min 38 s                  |                               |
| 9.º                           | Laurence Pithie               | Équipe continentale Groupama-FDJ   | + 1 min 39 s                  |                               |
| 10.º                          | Ruben Apers                   | Sport Vlaanderen-Baloise           | + 1 min 52 s                  |                               |

### Clasificación por equipos
| Clasificación por equipos | Clasificación por equipos          | Clasificación por equipos | Clasificación por equipos |
| Equipo                    | Equipo                             | Tiempo                    |                           |
| ------------------------- | ---------------------------------- | ------------------------- | ------------------------- |
| 1.º                       | Lotto-Soudal                       | 75 h 02 min 34 s          |                           |
| 2.º                       | B&B Hotels-KTM                     | + 16 s                    |                           |
| 3.º                       | Saint Michel-Auber 93              | + 28 s                    |                           |
| 4.º                       | Cofidis                            | + 46 s                    |                           |
| 5.º                       | Groupama-FDJ                       | + 51 s                    |                           |
| 6.º                       | AG2R Citroën Team                  | + 55 s                    |                           |
| 7.º                       | Intermarché-Wanty-Gobert Matériaux | + 1 min 13 s              |                           |
| 8.º                       | Alpecin-Fenix                      | + 1 min 39 s              |                           |
| 9.º                       | Go Sport-Roubaix Lille Métropole   | + 2 min 21 s              |                           |
| 10.º                      | TotalEnergies                      | + 3 min 51 s              |                           |

## Evolución de las clasificaciones
| Etapa                   |                         | Ganador _         | Clasificación general | Puntos          | Montaña      | Jóvenes         | Equipo _     |
| ----------------------- | ----------------------- | ----------------- | --------------------- | --------------- | ------------ | --------------- | ------------ |
| 1.ª etapa               | etapa llana             | Arvid de Kleijn   | Arvid de Kleijn       | Arvid de Kleijn | Milan Fretin | Jason Tesson    | Groupama-FDJ |
| 2.ª etapa               | etapa llana             | Jason Tesson      | Jason Tesson          | Jason Tesson    | Alex Colman  | Jason Tesson    | Groupama-FDJ |
| 3.ª etapa               | etapa escarpada         | Philippe Gilbert  | Arvid de Kleijn       | Jason Tesson    | Alex Colman  | Gerben Thijssen | Arkéa-Samsic |
| 4.ª etapa               | etapa escarpada         | Lionel Taminiaux  | Evaldas Šiškevicius   | Jason Tesson    | Alex Colman  | Gerben Thijssen | Arkéa-Samsic |
| 5.ª etapa               | etapa escarpada         | Gianni Vermeersch | Philippe Gilbert      | Jason Tesson    | Alex Colman  | Jake Stewart    | Lotto-Soudal |
| 6.ª etapa               | etapa llana             | Gerben Thijssen   | Philippe Gilbert      | Jason Tesson    | Alex Colman  | Jake Stewart    | Lotto-Soudal |
| Clasificaciones finales | Clasificaciones finales |                   | Philippe Gilbert      | Jason Tesson    | Alex Colman  | Jake Stewart    | Lotto-Soudal |

## UCI World Ranking
Los Cuatro Días de Dunkerque otorgó puntos para el UCI World Ranking para corredores de los equipos en las categorías UCI WorldTeam, UCI ProTeam y Continental. Las siguientes tablas son el baremo de puntuación y los diez corredores que obtuvieron más puntos:
| Posición              | 1.º | 2.º | 3.º | 4.º | 5.º | 6.º | 7.º | 8.º | 9.º | 10.º | 11.º | 12.º | 13.º | 14.º | 15.º | 16.º-30.º | 31.º-40.º |
| Clasificación general | 200 | 150 | 125 | 100 | 85  | 70  | 60  | 50  | 40  | 35   | 30   | 25   | 20   | 15   | 10   | 5         | 3         |
| Por etapa             | 20  | 10  | 5   |     |     |     |     |     |     |      |      |      |      |      |      |           |           |
| Líder                 | 5   |     |     |     |     |     |     |     |     |      |      |      |      |      |      |           |           |

| Clasificación |                     |                                    |         |       |       |       |
| Posición      | Ciclista            | Equipo                             | General | Etapa | Líder | Total |
| ------------- | ------------------- | ---------------------------------- | ------- | ----- | ----- | ----- |
| 1.º           | Philippe Gilbert    | Lotto Soudal                       | 200     | 20    | 5     | 225   |
| 2.º           | Oliver Naesen       | AG2R Citroën                       | 150     | 10    | -     | 160   |
| 3.º           | Jake Stewart        | Groupama-FDJ                       | 125     | 5     | -     | 130   |
| 4.º           | Benjamin Thomas     | Cofidis                            | 100     | -     | -     | 100   |
| 5.º           | Baptiste Planckaert | Intermarché-Wanty-Gobert Matériaux | 85      | -     | -     | 85    |
| 6.º           | Hugo Hofstetter     | Arkéa Samsic                       | 70      | 10    | -     | 80    |
| 7.º           | Lorrenzo Manzin     | TotalEnergies                      | 60      | 5     | -     | 65    |
| 8.º           | Julien Simon        | Arkéa Samsic                       | 50      | 5     | -     | 55    |
| 9.º           | Jason Tesson        | Saint Michel-Auber93               | -       | 40    | 5     | 45    |
| 10.º          | Romain Cardis       | Saint Michel-Auber93               | 40      | -     | -     | 40    |